# SV Thorn
Der Sportverein Thorn war während des Zweiten Weltkriegs ein deutscher Sportverein aus der Stadt Thorn (poln. Toruń) im besetzten Polen.

## Geschichte
Der Verein wurde am 7. Mai 1940 gegründet. Der SV Thorn hatte drei Abteilungen, darunter Fußball, Handball und Leichtathletik. Ihr erstes Spiel am 12. Mai 1940 gewann der SV gegen eine Infanterieelf der Wehrmacht 4:2.

### In der Gauliga
In der Saison 1941/42 wurden die Thorner Meister der Staffel B des Bezirkes III (Bromberg). In den Spielen um die Bezirksmeisterschaft gegen den Sieger der Staffel A, die SG Bromberg, wurden sie nach einer 1:5-Niederlage und einem 4:1-Sieg Vizemeister. Der SV Thorn unterlag in den Aufstiegsspielen, stieg jedoch nach Erweiterung der Gauliga auf elf Mannschaften auf.
Im Spieljahr 1942/43 belegten sie den 4. Platz. Der Sportverein Thorn nahm in der Spielzeit 1943/44 in der Tabelle der Gauliga Danzig-Westpreußen den 6. Platz ein.

### Das „Aus“ im Herbst 1944
Nur noch in Danzig-Westpreußen und in Pommern begann am 23. Juli 1944 der Start in die Spielzeit 1944/45. Wegen der schwierigen Verkehrsverhältnisse waren nur noch die Mannschaften aus Danzig und dem Raum Gotenhafen in der höchsten Spielklasse vertreten. Die Vereine aus Thorn, Bromberg und Elbing wurden in ihren Städten der Bezirksliga zugewiesen. Der neuen Bereichsklasse gehörten auch die beiden Aufsteiger WKG Kriegsmarine Gotenhafen und WKG Kriegsmarine Oxhöft an. Auch die beiden Absteiger Preußen Danzig und Post SG Danzig spielten weiter in der höchsten Spielklasse. Der totale Krieg und die zusammenbrechenden Fronten verhinderten jedoch weiteren Spielbetrieb. Anfang Oktober wurden auch alle Militär- und Luftwaffen-Sportvereine aufgelöst.